# Figuerola (Torà)
Figuerola és una masia del nucli de Fontanet, al municipi de Torà (Solsonès) inclosa a l'Inventari del Patrimoni Arquitectònic de Catalunya.

## Situació
La masia s'aixeca a llevant de la vila de Torà, a la part obaga de la serra de Sant Donat, quasi a la mateixa carena, per sobre de la capella de Sant Pere.
Per anar-hi cal prendre la pista de terra que s'inicia sota mateix de l'església de Sant Miquel de Fontanet (41° 49′ 22.2″ N, 1° 25′ 24″ E / 41.822833°N,1.42333°E) que, un cop creuat el barranc de Figuerola i donat un fort giravolt cap a llevant, s'enfila per la costa de Sant Donat fins a l'era de Figuerola amb poc més de dos kilòmetres (millor tot terreny o vehicle amb xassís alt).

## Descripció
Edifici que tenia funció d'habitatge amb edificis annexos.
A la façana principal (est), a la planta baixa, hi ha la porta principal amb llinda de pedra, i és situada en forma de porxada senzilla per una balconada que té a sobre. A la part esquerra hi ha una petita obertura en forma rectangular. A la part esquerra de la següent planta hi ha un balcó i a la part dreta una finestra. A la façana oest, hi ha una finestra amb gran ampit. La coberta és de dos vessants (est-oest) acabada amb teules.
Hi ha un edifici adjunt amb aquest anterior per la façana sud. A la façana est, té dues finestres a la part superior. A la façana sud, està adjunta amb un altre edifici. A la façana oest, hi ha dues finestres. La coberta és de dos vessants (est-oest), acabada amb teules.
Adjunt a la façana sud d'aquest, hi ha un altre edifici, que a la façana sud, té una entrada a la planta baixa, i una gran obertura rectangular a la darrera amb llinda de formigó.
Destacar que a continuació tant de la façana est com de la de l'oest de l'edifici principal, hi ha uns murs amb la part superior en forma d'una torre amb merlets.

## Història
La datació aproximada situa el mas al segle xviii o XIX encara que a l'edat mitjana aquest indret ja era habitat. El castell de Figuerola ja és documentat l'any 986 amb el nom de "castrum Figuerola".